# Església de Sant Joan Baptista (Santa Coloma de Queralt)
L'Església de Sant Joan Baptista és una obra del municipi de Santa Coloma de Queralt (Conca de Barberà) inclosa en l'Inventari del Patrimoni Arquitectònic de Catalunya, situada al carrer Nou de la Pobla de Carivenys.

## Descripció
La construcció ha sofert diverses transformacions que s'observen en la diferent disposició de part del parament.
Es tracta d'un edifici d'una sola nau coberta amb volta de canó sobrealçada. La façana és molt senzilla i està composta per una portada dovellada amb la inscripció 1901, possiblement una referència a la data de la primera reforma de l'església. A la paret superior hi ha un petit òcul a manera de rosetó, envoltats per grans lloses de pedra. L'església està coronada per una petita espadanya d'un ull amb una campana que conté la següent inscripció: "Dels veïns de la Pobla de Carivenys per a l'església de Sant Joan Baptista, 24 de juny del 2000". Sobre la campana hi ha la data 2000 i una creu.